# Liste des ambassadeurs de France au Timor oriental

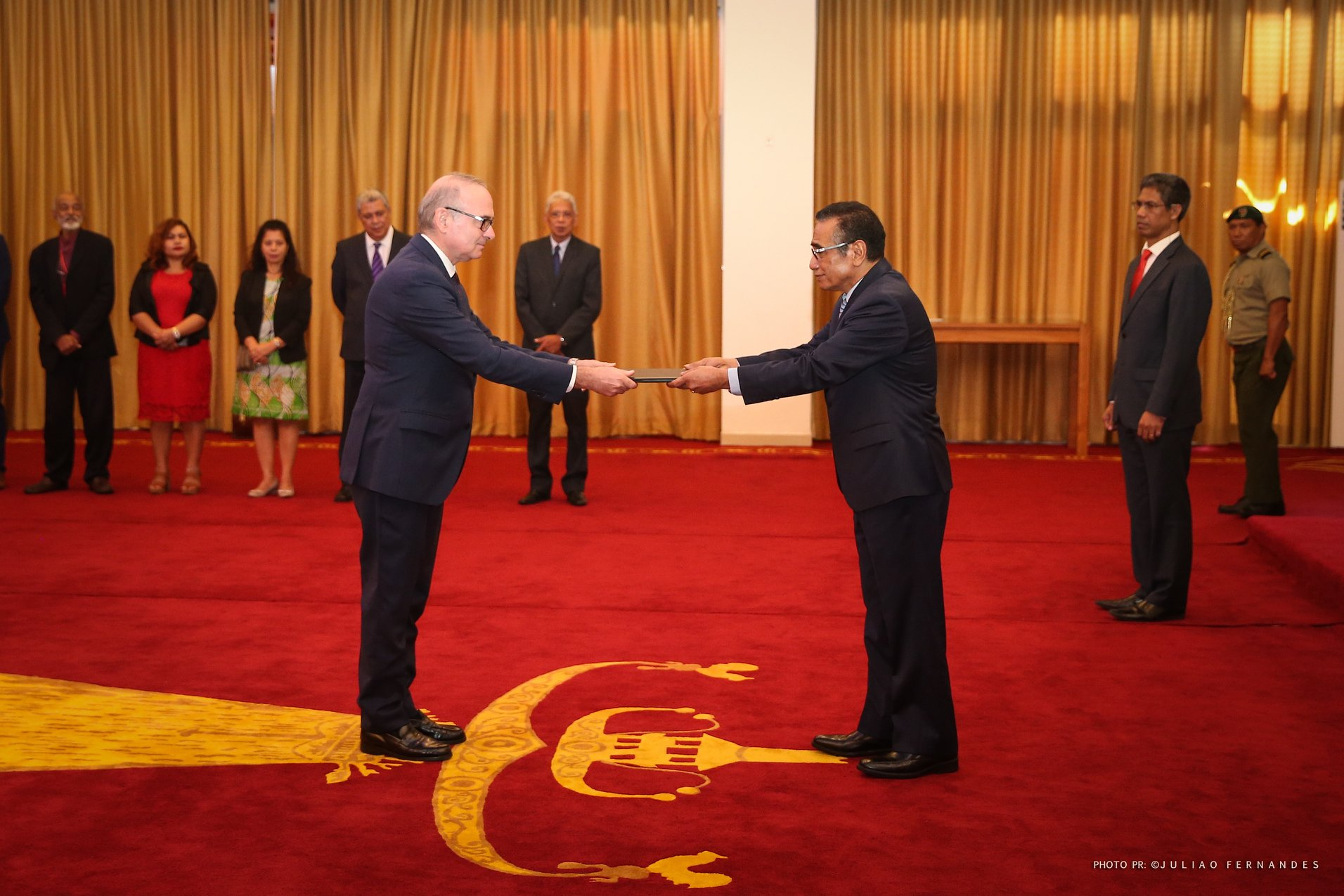
Présentation par Olivier Chambard de ses lettres de créance au président Francisco Guterres le 20 février 2020

La représentation diplomatique de la République française auprès de la république démocratique de Timor-Est est située à l'ambassade de France à Jakarta, capitale de l'Indonésie, et son ambassadeur est, depuis 2023, Fabien Penone.

## Représentation diplomatique de la France
Le Timor oriental est une colonie portugaise à compter de l'année 1596. Le 28 novembre 1975, profitant de la révolution des Œillets, le Fretilin déclare l'indépendance du Timor oriental. Mais le 7 décembre, l'Indonésie envahit le territoire, dont elle fait sa 27e province. À la suite de la sécession en 1999 qui a occasionné la mise sous administration des Nations unies, le pays devient indépendant le 20 mai 2002. Le 6 décembre 2002, l'ambassadeur de France en Indonésie est accrédité au Timor oriental.

## Ambassadeurs de France au Timor oriental

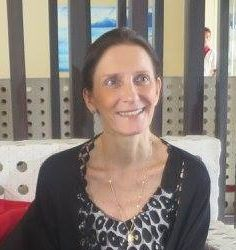
Corinne Breuzé (2016)

| De   | À    | Ambassadeur                 | Résidence |
| ---- | ---- | --------------------------- | --------- |
| 2002 | 2003 | Hervé Ladsous               | Jakarta   |
| 2003 | 2006 | Renaud Vignal (d)           | Jakarta   |
| 2006 | 2008 | Catherine Boivineau (d)     | Jakarta   |
| 2008 | 2011 | Philippe Zeller             | Jakarta   |
| 2013 | 2017 | Corinne Breuzé (d)          | Jakarta   |
| 2017 | 2019 | Jean-Charles Berthonnet (d) | Jakarta   |
| 2020 | 2023 | Olivier Chambard (d)        | Jakarta   |
| 2023 | auj. | Fabien Penone               | Jakarta   |

## Consulat
La représentation française au Timor oriental est assurée par le Bureau français de coopération basé à Dili.

## Institut français
L'Institut français a une antenne à Dili : « l'Institut français Timor Leste ».